# Joursac
Joursac (Okzitanisch: gleicher Name) ist eine französische Gemeinde mit 155 Einwohnern (Stand 1. Januar 2022) im Département Cantal in der Region Auvergne-Rhône-Alpes; sie gehört zum Arrondissement Saint-Flour.

## Geografie
Joursac liegt rund 14 Kilometer nordnordwestlich der Kleinstadt Saint-Flour innerhalb des regionalen Naturparks  Volcans d’Auvergne.

## Geschichte
Die Gemeinde gehört historisch zur Region Cézallier innerhalb der Auvergne. Joursac gehörte von 1793 bis 1801 zum District Murat und war von 1793 bis 2015 Teil des Kantons Allanche.

## Bevölkerungsentwicklung
| Jahr                       | 1962 | 1968 | 1975 | 1982 | 1990 | 1999 | 2006 | 2012 | 2019 |
| Einwohner                  | 360  | 302  | 261  | 202  | 193  | 155  | 155  | 148  | 147  |
| Quellen: Cassini und INSEE |      |      |      |      |      |      |      |      |      |

## Sehenswürdigkeiten
- Kirche Saint-Étienne
- Kirche in Recoules
- Burgruine Château de Mardogne
- restaurierter Ofen in Joursac
- Lavoirs in Joursac und Recoules
- Dolmen von Recoules, Tumulus in Marleyre

Quelle:

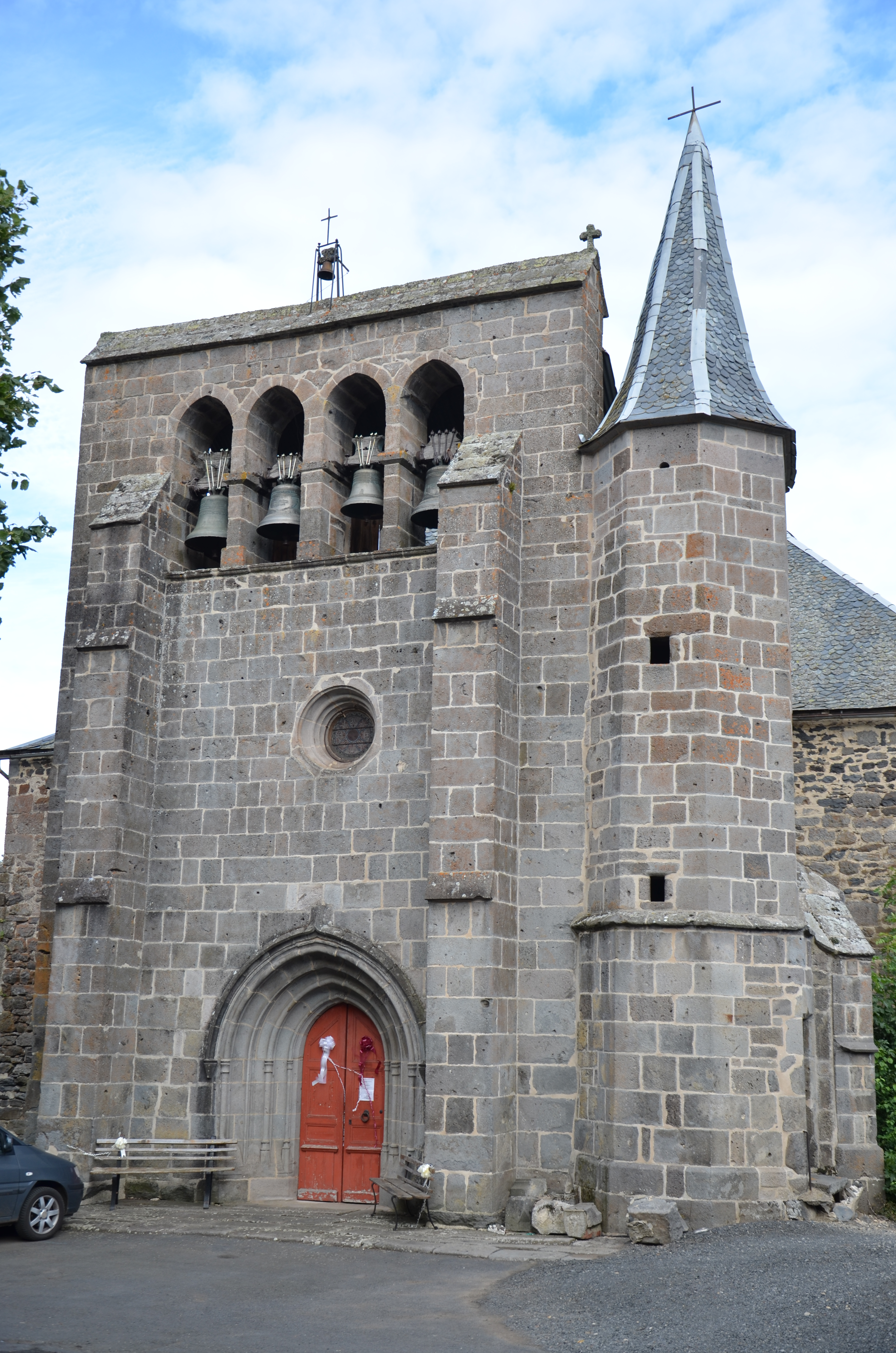
Kirche Saint-Étienne
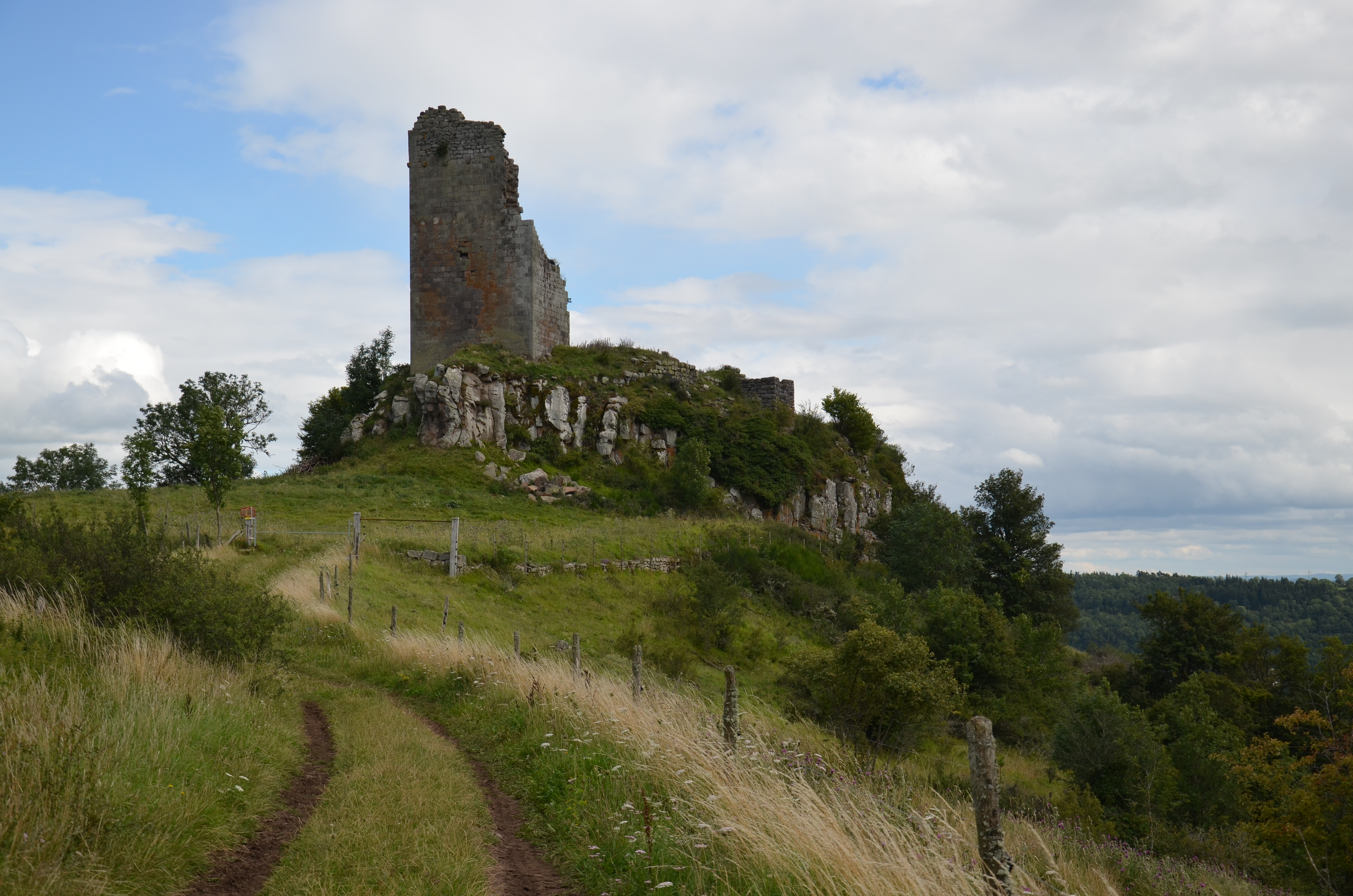
Burgruine